# Zeria capitulata
Zeria capitulata är en spindeldjursart som först beskrevs av Karsch 1885.  Zeria capitulata ingår i släktet Zeria och familjen Solpugidae. Inga underarter finns listade i Catalogue of Life.